# Haven-1
Haven-1 (с англ. — «убежище») — планируемая частная космическая станция, на низкой околоземной орбите. Разработку станции осуществляет американская компания Vast. Она же будет заниматься обслуживанием станции после выведения на орбиту. Запуск станции планировался на 2025 год, но позже был перенесен на май 2026. Полеты к станции планируется осуществлять при помощи кораблей Crew Dragon, которые будет поддерживать системы жизнеобеспечения станции. На станции также планируется осуществление экспериментов по симулирование лунной гравитации.

## История проекта
6 февраля 2025 года компания Vast приступила к испытаниям квалификационного изделия.

## Конструкция и дизайн
Двигательная установка станции будет состоять из двигателей Саиф от компании Impulse Space. В качестве топлива будет использоваться закись азота и этан. Космическая станция Haven-1 будет подключена к сети Starlink, что обеспечит ее подключением к интернету со скоростью до 1 Гбит/с. На станции также планируется разместить научную лабораторию по исследованию микрогравитации.
Дизайн интерьера станции был разработан Питером Рассел-Кларком. Компания Vast заявляет о своих намерениях сделать станцию наиболее комфортной для посетителей.

## Полеты
| № | Запуск  | Ракета-носитель | Дата      | Экипаж     |
| - | ------- | --------------- | --------- | ---------- |
| 1 | Haven-1 | Falcon 9        | май 2026  | —          |
| 2 | Vast-1  | Falcon 9        | июнь 2026 | 4 человека |